# Richard Bowdler Sharpe
Richard Bowdler Sharpe, född den 22 november 1847, död 25 december 1909, var en engelsk zoolog.

## Biografi
Bowdler Sharpe var från 1872 anställd vid British Museums zoologiska avdelning, där han ansvarade för fågelsamlingen. Han skrev bland annat ett flertal volymer av Catalogue of the Birds in the British Museum (1874–1898) samt Handlist of the Genera and Species of Birds (5 band, 1899–1909). I Nordisk familjebok beskriver Wilhelm Leche honom som "bland alla samtida ornitologer den bäste artkännaren".

### Familj
Richard Bowdler Sharpe gifte sig 3 december 1867 med Emily Eliza Burrows, dotter till J. W. Burrows från Cookham. År 1871 namngav Bowdler Sharpe en underart av paradiskungsfiskare efter sin hustru: den fick namnet Tanysiptera galatea emiliae. Paret fick tio döttrar tillsammans, varav Emily Mary Bowdler Sharpe kom att arbeta som entomolog vid British Museum of Natural History i London och precis som sin far beskrev ett flertal djurarter, särskilt bland afrikanska dagfjärilar (Rhopalocera).